# Grand Prix Formule 1 van Hongarije 2025
De Grand Prix Formule 1 van Hongarije 2025 werd verreden op 3 augustus op de Hungaroring in Mogyoród nabij Boedapest. Het was de veertiende race van het seizoen.

## Vrije trainingen

### Uitslagen
- Enkel de top vijf wordt weergegeven.

| Vrije training 1 | Pos. | Nr. | Coureur         | Constructeur            | Tijd     |
| ---------------- | ---- | --- | --------------- | ----------------------- | -------- |
| Vrije training 1 | 1    | 4   | Lando Norris    | McLaren-Mercedes        | 1:16.052 |
| Vrije training 1 | 2    | 81  | Oscar Piastri   | McLaren-Mercedes        | 1:16.071 |
| Vrije training 1 | 3    | 16  | Charles Leclerc | Ferrari                 | 1:16.269 |
| Vrije training 1 | 4    | 6   | Isack Hadjar    | Racing Bulls-Honda RBPT | 1:16.681 |
| Vrije training 1 | 5    | 44  | Lewis Hamilton  | Ferrari                 | 1:16.734 |
| Vrije training 2 | Pos. | Nr. | Coureur         | Constructeur            | Tijd     |
| Vrije training 2 | 1    | 4   | Lando Norris    | McLaren-Mercedes        | 1:15.624 |
| Vrije training 2 | 2    | 81  | Oscar Piastri   | McLaren-Mercedes        | 1:15.915 |
| Vrije training 2 | 3    | 16  | Charles Leclerc | Ferrari                 | 1:16.023 |
| Vrije training 2 | 4    | 18  | Lance Stroll    | Aston Martin-Mercedes   | 1:16.119 |
| Vrije training 2 | 5    | 14  | Fernando Alonso | Aston Martin-Mercedes   | 1:16.233 |
| Vrije training 3 | Pos. | Nr. | Coureur         | Constructeur            | Tijd     |
| Vrije training 3 | 1    | 81  | Oscar Piastri   | McLaren-Mercedes        | 1:14.916 |
| Vrije training 3 | 2    | 4   | Lando Norris    | McLaren-Mercedes        | 1:14.948 |
| Vrije training 3 | 3    | 16  | Charles Leclerc | Ferrari                 | 1:15.315 |
| Vrije training 3 | 4    | 44  | Lewis Hamilton  | Ferrari                 | 1:15.684 |
| Vrije training 3 | 5    | 12  | Kimi Antonelli  | Mercedes                | 1:15.745 |

Testcoureurs in vrije training 1:

 Felipe Drugovich (Aston Martin Aramco-Mercedes) reed in plaats van Fernando Alonso. Hij reed een tijd van 1:17.269 en werd daarmee zestiende. Alonso die een spierblessure aan zijn rug had nam wel deel aan de tweede vrije training.

 Paul Aron (Kick Sauber-Ferrari) reed in plaats van Nico Hülkenberg. Hij reed een tijd van 1:19.788 en werd daarmee twintigste.

## Kwalificatie
Charles Leclerc behaalde de zevenentwintigste pole position in zijn carrière.
| Pos.                   | Nr. | Coureur           | Constructeur               | Kwalificatietijden | Kwalificatietijden | Kwalificatietijden | Grid   |
| Pos.                   | Nr. | Coureur           | Constructeur               | Q1                 | Q2                 | Q3                 | Grid   |
| ---------------------- | --- | ----------------- | -------------------------- | ------------------ | ------------------ | ------------------ | ------ |
| 1                      | 16  | Charles Leclerc   | Ferrari                    | 1:15.582           | 1:15.455           | 1:15.372           | 1      |
| 2                      | 81  | Oscar Piastri     | McLaren-Mercedes           | 1:15.211           | 1:14.941           | 1:15.398           | 2      |
| 3                      | 4   | Lando Norris      | McLaren-Mercedes           | 1:15.523           | 1:14.890           | 1:15.413           | 3      |
| 4                      | 63  | George Russell    | Mercedes                   | 1:15.627           | 1:15.201           | 1:15.425           | 4      |
| 5                      | 14  | Fernando Alonso   | Aston Martin-Mercedes      | 1:15.281           | 1:15.395           | 1:15.481           | 5      |
| 6                      | 18  | Lance Stroll      | Aston Martin-Mercedes      | 1:15.673           | 1:15.129           | 1:15.498           | 6      |
| 7                      | 5   | Gabriel Bortoleto | Kick Sauber-Ferrari        | 1:15.586           | 1:15.687           | 1:15.725           | 7      |
| 8                      | 1   | Max Verstappen    | Red Bull Racing-Honda RBPT | 1:15.736           | 1:15.547           | 1:15.728           | 8      |
| 9                      | 30  | Liam Lawson       | Racing Bulls-Honda RBPT    | 1:15.849           | 1:15.630           | 1:15.821           | 9      |
| 10                     | 6   | Isack Hadjar      | Racing Bulls-Honda RBPT    | 1:15.516           | 1:15.469           | 1:15.915           | 10     |
| 11                     | 87  | Oliver Bearman    | Haas-Ferrari               | 1:15.750           | 1:15.694           |                    | 11     |
| 12                     | 44  | Lewis Hamilton    | Ferrari                    | 1:15.733           | 1:15.702           |                    | 12     |
| 13                     | 55  | Carlos Sainz jr.  | Williams-Mercedes          | 1:15.652           | 1:15.781           |                    | 13     |
| 14                     | 43  | Franco Colapinto  | Alpine-Renault             | 1:15.875           | 1:16.159           |                    | 14     |
| 15                     | 12  | Kimi Antonelli    | Mercedes                   | 1:15.782           | 1:16.386           |                    | 15     |
| 16                     | 22  | Yuki Tsunoda      | Red Bull Racing-Honda RBPT | 1:15.899           |                    |                    | Pit *1 |
| 17                     | 10  | Pierre Gasly      | Alpine-Renault             | 1:15.966           |                    |                    | 16     |
| 18                     | 31  | Esteban Ocon      | Haas-Ferrari               | 1:16.023           |                    |                    | 17     |
| 19                     | 27  | Nico Hülkenberg   | Kick Sauber-Ferrari        | 1:16.081           |                    |                    | 18     |
| 20                     | 23  | Alexander Albon   | Williams-Mercedes          | 1:16.223           |                    |                    | 19     |
| Q1 107% tijd: 1:20.475 |     |                   |                            |                    |                    |                    |        |
| Bron: formula1.com     |     |                   |                            |                    |                    |                    |        |

*1 Yuki Tsunoda moest vanuit de pit starten vanwege het overschrijden van het quota motoronderdelen en omdat er aan zijn wagen is gewerkt onder parc fermé condities.

## Wedstrijd
Lando Norris behaalde de negende Grand Prix-overwinning in zijn carrière.
| Pos.               | Nr. | Coureur           | Constructeur               | Rondes | Tijd / Oorzaak Uitval | Grid | Punten |
| ------------------ | --- | ----------------- | -------------------------- | ------ | --------------------- | ---- | ------ |
| 1                  | 4   | Lando Norris      | McLaren-Mercedes           | 70     | 1:35:21.231           | 3    | 25     |
| 2                  | 81  | Oscar Piastri     | McLaren-Mercedes           | 70     | +0.698                | 2    | 18     |
| 3                  | 63  | George Russell    | Mercedes                   | 70     | +21.916               | 4    | 15 S   |
| 4                  | 16  | Charles Leclerc   | Ferrari                    | 70     | +42.560 *1            | 1    | 12     |
| 5                  | 14  | Fernando Alonso   | Aston Martin-Mercedes      | 70     | +59.040               | 5    | 10     |
| 6                  | 5   | Gabriel Bortoleto | Kick Sauber-Ferrari        | 70     | +1:06.169             | 7    | 8      |
| 7                  | 18  | Lance Stroll      | Aston Martin-Mercedes      | 70     | +1:08.174             | 6    | 6      |
| 8                  | 30  | Liam Lawson       | Racing Bulls-Honda RBPT    | 70     | +1:09.451             | 9    | 4      |
| 9                  | 1   | Max Verstappen    | Red Bull Racing-Honda RBPT | 70     | +1:12.645             | 8    | 2      |
| 10                 | 12  | Kimi Antonelli    | Mercedes                   | 69     | +1 ronde              | 15   | 1      |
| 11                 | 6   | Isack Hadjar      | Racing Bulls-Honda RBPT    | 69     | +1 ronde              | 10   |        |
| 12                 | 44  | Lewis Hamilton    | Ferrari                    | 69     | +1 ronde              | 12   |        |
| 13                 | 27  | Nico Hülkenberg   | Kick Sauber-Ferrari        | 69     | +1 ronde              | 18   |        |
| 14                 | 55  | Carlos Sainz jr.  | Williams-Mercedes          | 69     | +1 ronde              | 13   |        |
| 15                 | 23  | Alexander Albon   | Williams-Mercedes          | 69     | +1 ronde              | 19   |        |
| 16                 | 31  | Esteban Ocon      | Haas-Ferrari               | 69     | +1 ronde              | 17   |        |
| 17                 | 22  | Yuki Tsunoda      | Red Bull Racing-Honda RBPT | 70     | +1 ronde              | Pit  |        |
| 18                 | 43  | Franco Colapinto  | Alpine-Renault             | 69     | +1 ronde              | 14   |        |
| 19                 | 10  | Pierre Gasly      | Alpine-Renault             | 69     | +1 ronde *2           | 16   |        |
| DNF                | 87  | Oliver Bearman    | Haas-Ferrari               | 48     | Bodemplaat/onderbak   | 11   |        |
| Bron: formula1.com |     |                   |                            |        |                       |      |        |

S  George Russell reed voor de tiende keer in zijn carrière een snelste ronde.

*1 Charles Leclerc kreeg na de race een straf van 5 seconden voor gevaarlijk rijden, dit had geen gevolgen voor de positie in de einduitslag.

*2 Pierre Gasly eindigde de wedstrijd als zeventiende maar kreeg na de race een straf van 10 seconden voor het veroorzaken van een aanrijding met Carlos Sainz jr.

## Tussenstanden wereldkampioenschap
Betreft tussenstanden voor het wereldkampioenschap na afloop van de race.

### Coureurs
| Pos. | Nr. | Coureur           | Constructeur               | Punten |
| ---- | --- | ----------------- | -------------------------- | ------ |
| 1    | 81  | Oscar Piastri     | McLaren-Mercedes           | 284    |
| 2    | 4   | Lando Norris      | McLaren-Mercedes           | 275    |
| 3    | 1   | Max Verstappen    | Red Bull Racing-Honda RBPT | 187    |
| 4    | 63  | George Russell    | Mercedes                   | 172    |
| 5    | 16  | Charles Leclerc   | Ferrari                    | 151    |
| 6    | 44  | Lewis Hamilton    | Ferrari                    | 109    |
| 7    | 12  | Kimi Antonelli    | Mercedes                   | 64     |
| 8    | 23  | Alexander Albon   | Williams-Mercedes          | 54     |
| 9    | 27  | Nico Hülkenberg   | Kick Sauber-Ferrari        | 37     |
| 10   | 31  | Esteban Ocon      | Haas-Ferrari               | 27     |
| 11   | 14  | Fernando Alonso   | Aston Martin-Mercedes      | 26     |
| 12   | 18  | Lance Stroll      | Aston Martin-Mercedes      | 26     |
| 13   | 6   | Isack Hadjar      | Racing Bulls-Honda RBPT    | 22     |
| 14   | 10  | Pierre Gasly      | Alpine-Renault             | 20     |
| 15   | 30  | Liam Lawson       | Racing Bulls-Honda RBPT    | 20     |
| 16   | 55  | Carlos Sainz jr.  | Williams-Mercedes          | 16     |
| 17   | 5   | Gabriel Bortoleto | Kick Sauber-Ferrari        | 14     |
| 18   | 22  | Yuki Tsunoda      | Red Bull Racing-Honda RBPT | 10     |
| 19   | 87  | Oliver Bearman    | Haas-Ferrari               | 8      |
| 20   | 43  | Franco Colapinto  | Alpine-Renault             | 0      |
| 21   | 7   | Jack Doohan       | Alpine-Renault             | 0      |

### Constructeurs
| Pos. | Constructeur               | Punten |
| ---- | -------------------------- | ------ |
| 1    | McLaren-Mercedes           | 559    |
| 2    | Ferrari                    | 260    |
| 3    | Mercedes                   | 236    |
| 4    | Red Bull Racing-Honda RBPT | 194    |
| 5    | Williams-Mercedes          | 70     |
| 6    | Aston Martin-Mercedes      | 52     |
| 7    | Kick Sauber-Ferrari        | 51     |
| 8    | Racing Bulls-Honda RBPT    | 45     |
| 9    | Haas-Ferrari               | 35     |
| 10   | Alpine-Renault             | 20     |